# Оношки (Несвижский район)
Оношки (бел. Ано́шкі) — агрогородок в Несвижском районе Минской области Республики Беларусь. В составе Козловского сельсовета.

## География
Расположен в 15 км в направлении на юго-запад от города Несвиж, 140 км от Минска, 11 км от железнодорожной станции Погорельцы, в 2 км на юг от автомобильной дороги Р-91.

## Этимология
Название деревни Оношки неразрывно связано с имением рода Обуховичей, которое имеет название Наруцевичи и упоминается в Инвентаре от 1745 года.

## История
В 1552 году — село Оношковичи в Клецком княжестве, в составе Великого княжества Литовского. В 1605 году — в Новогрудском воеводстве. В 1740 году — застенок Оножки.
С 1793 года — в составе Российской империи, в Новогрудском уезде Слонимской, с 1797 года — Литовской, с 1801 года — Гродненской, с 1842 года — Минской губерний.
В 1870 году — деревня в Сновской волости Новогрудского уезда Минской губернии.
С 1919 года — в БССР, с 1920 года — в Несвижском уезде. С 1921 года — в Польше, в Сновской гмине Несвижского повета Новогрудского воеводства.
С 1939 года — в БССР, в Барановичской области. С 1940 года — в Несвижском районе. С 1954 года — в Минской области.
С 16 апреля 2008 года деревня Оношки преобразована в агрогородок.

## Население

### Численность
- 2009 год — 806 жителей

### Динамика
- 1908 год — 287 жителей, 49 дворов[2]
- 1995 год — 968 жителей, 330 дворов[3]
- 1999 год — 953 жителей (перепись населения)
- 2009 год — 806 жителей (перепись населения)[2]

## Экономика
- ОАО «Новая жизнь»

## Культура
- Библиотека
- Детская школа искусств
- Музей ГУО "Оношковская средняя школа"
- Центр культуры

## Достопримечательность
- Городище периода раннего железного века, 0,8 км на северо-восток от агрогородка, урочище Городище (иначе Перунова Гора).
- Фрагмент бывшей усадьбы Наруцевичи с парком (XIX век) —  Историко-культурная ценность Республики Беларусь, шифр 613Г000496.
- Церковь Святой Анны (2001)[4].
- Водонапорная башня.